# Giorgio di Meclemburgo-Strelitz
Giorgio di Meclemburgo-Strelitz (in tedesco: Georg Friedrich Karl Joseph, Großherzog von Mecklenburg-Strelitz) (Hannover, 12 agosto 1779 – Neustrelitz, 6 settembre 1860) è stato granduca di Meclemburgo-Strelitz dal 1816 fino alla sua morte.

## Biografia

### I primi anni

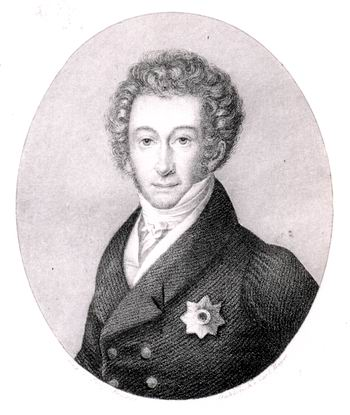
Giorgio di Meclemburgo-Strelitz in una stampa del 1837.

Giorgio nacque ad Hannover, ottavo figlio di Carlo II di Meclemburgo-Strelitz e della langravia Federica Carolina Luisa d'Assia-Darmstadt (1752-1782). A seguito della morte della madre nel 1782, suo padre si risposò con la di lei sorella Carlotta due anni dopo, nel 1784 e la famiglia si spostò da Hannover a Darmstadt. Giorgio rimase nella città sino al 1794 quando il padre divenne duca di Meclemburgo-Strelitz e Giorgio dovette accompagnarlo a Neustrelitz. 
Frequentò l'università di Rostock fino 1799 e in seguito si recò a Berlino dove visse alla corte prussiana sotto la protezione di sua sorella Luisa, la quale aveva sposato il re Federico Guglielmo III di Prussia. Visse quindi in Italia dal 1802 al 1804 da dove ritornò in Germania e prese a risiedere stabilmente a Darmstadt.
Dopo la battaglia di Jena negoziò a Parigi l'entrata del Meclemburgo-Strelitz all'interno della Confederazione del Reno. Egli partecipò successivamente al Congresso di Vienna nel 1814 ed ottenne che il Meclemburgo-Strelitz fosse elevato a granducato.

### Il regno

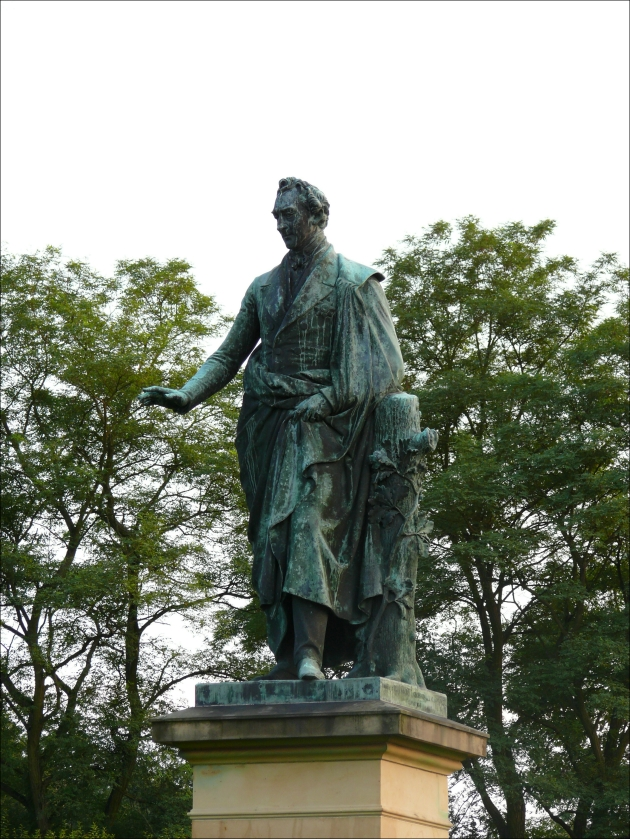
La statua di Giorgio di Meclemburgo-Strelitz nella piazza del mercato di Neustrelitz.

Giorgio succedette al padre il 6 novembre 1816 e trovò il granducato in pessimo stato, al punto da prodigarsi subito con delle riforme, soprattutto in campo scolastico (grazie al suo influsso, la maggior parte degli abitanti del suo dominio, riuscirono a leggere ed a scrivere correttamente), circondandosi anche di personaggi di spicco della letteratura del tempocome Goethe. Abolì con dei provvedimenti la servitù della gleba e modernizzò l'agricoltura locale.
Promosse diversi progetti architettonici: il rinnovamento nella sua residenza di Neustrelitz, con la costruzione della cappella del palazzo e della nuova orangerie, e l'edificazione di diversi edifici pubblici, come la Neustrelitzer Hall di stile neoclassico, il palazzo Caroline di stile neogotico; rinnovò inoltre la chiesa di Santa Maria a Neubrandenburg.
Politicamente fu uno strenuo avversario dei gruppi liberali che si erano sviluppati nella rivoluzione del 1848, impedendo così al Meclemburgo-Strelitz di divenire uno moderno stato costituzionale, temendo per l'indipendenza del suo piccolo ducato.
Giorgio morì il 6 settembre 1860 a Neustrelitz e gli successe il figlio maggiore, Federico Guglielmo. Alla sua morte i cittadini del Meclemburgo-Strelitz organizzarono spontaneamente una raccolta di fondi per realizzare un monumento alla sua memoria che venne realizzato dallo scultore Albert Wolff ed inaugurato il 17 ottobre 1866 al centro della piazza del mercato di Neustrelitz.

## Matrimonio
Il 12 agosto 1817 sposò la principessa Maria d'Assia-Kassel (1796-1880), figlia del principe Federico d'Assia-Kassel, da cui ebbe quattro figli:
- Luisa (1818-1842);
- Federico Guglielmo (1819-1904);
- Carolina (1821-1876), sposò Federico VII di Danimarca;
- Giorgio Augusto (1824-1876), sposò la granduchessa Ekaterina Michajlovna Romanova.

## Ascendenza
|                                                                 |                                         |                                                                             | Genitori                                                   |  |  | Nonni |  |  | Bisnonni                                         |  |  | Trisnonni                                       |  |
|                                                                 |                                         |                                                                             |                                                            |  |  |       |  |  | Adolfo Federico II, Duca di Meclemburgo-Strelitz |  |  | Adolfo Federico I, Duca di Meclemburgo-Schwerin |  |
|                                                                 |                                         |                                                                             |                                                            |  |  |       |  |  | Adolfo Federico II, Duca di Meclemburgo-Strelitz |  |  | Adolfo Federico I, Duca di Meclemburgo-Schwerin |  |
|                                                                 |                                         | Duchessa Maria Caterina di Brunswick-Dannenberg                             |                                                            |  |  |       |  |  | Adolfo Federico II, Duca di Meclemburgo-Strelitz |  |  |                                                 |  |
| Duca Carlo Luigi Federico di Meclemburgo, Principe di Mirow     |                                         |                                                                             |                                                            |  |  |       |  |  | Adolfo Federico II, Duca di Meclemburgo-Strelitz |  |  |                                                 |  |
|                                                                 |                                         | Principessa Cristiana Emilia di Schwarzburg-Sondershausen                   | Cristiano Guglielmo, Principe di Schwarzburg-Sondershausen |  |  |       |  |  |                                                  |  |  |                                                 |  |
|                                                                 |                                         | Principessa Cristiana Emilia di Schwarzburg-Sondershausen                   | Cristiano Guglielmo, Principe di Schwarzburg-Sondershausen |  |  |       |  |  |                                                  |  |  |                                                 |  |
|                                                                 |                                         | Principessa Cristiana Emilia di Schwarzburg-Sondershausen                   | Contessa Antonia Sibilla di Barby-Mühlingen                |  |  |       |  |  |                                                  |  |  |                                                 |  |
| Carlo II, Duca di Meclemburgo-Strelitz                          |                                         | Principessa Cristiana Emilia di Schwarzburg-Sondershausen                   |                                                            |  |  |       |  |  |                                                  |  |  |                                                 |  |
|                                                                 |                                         | Ernesto Federico I, Duca di Sassonia-Hildburghausen                         | Ernesto, Duca di Sassonia-Hildburghausen                   |  |  |       |  |  |                                                  |  |  |                                                 |  |
|                                                                 |                                         | Ernesto Federico I, Duca di Sassonia-Hildburghausen                         | Ernesto, Duca di Sassonia-Hildburghausen                   |  |  |       |  |  |                                                  |  |  |                                                 |  |
|                                                                 |                                         | Ernesto Federico I, Duca di Sassonia-Hildburghausen                         | Contessa Sofia Enrichetta di Waldeck                       |  |  |       |  |  |                                                  |  |  |                                                 |  |
| Principessa Elisabetta Albertina di Sassonia-Hildburghausen     |                                         | Ernesto Federico I, Duca di Sassonia-Hildburghausen                         |                                                            |  |  |       |  |  |                                                  |  |  |                                                 |  |
|                                                                 |                                         | Contessa Sofia Albertina di Erbach-Erbach                                   | Giorgio Luigi I, Conte di Erbach-Erbach                    |  |  |       |  |  |                                                  |  |  |                                                 |  |
|                                                                 |                                         | Contessa Sofia Albertina di Erbach-Erbach                                   | Giorgio Luigi I, Conte di Erbach-Erbach                    |  |  |       |  |  |                                                  |  |  |                                                 |  |
|                                                                 |                                         | Contessa Sofia Albertina di Erbach-Erbach                                   | Contessa Amalia Caterina di Waldeck                        |  |  |       |  |  |                                                  |  |  |                                                 |  |
| Giorgio, Duca di Meclemburgo-Strelitz                           |                                         | Contessa Sofia Albertina di Erbach-Erbach                                   |                                                            |  |  |       |  |  |                                                  |  |  |                                                 |  |
|                                                                 | Luigi VIII, Langravio d'Assia-Darmstadt | Ernesto Luigi, Langravio d'Assia-Darmstadt                                  |                                                            |  |  |       |  |  |                                                  |  |  |                                                 |  |
|                                                                 | Luigi VIII, Langravio d'Assia-Darmstadt | Ernesto Luigi, Langravio d'Assia-Darmstadt                                  |                                                            |  |  |       |  |  |                                                  |  |  |                                                 |  |
|                                                                 | Luigi VIII, Langravio d'Assia-Darmstadt | Margravia Dorotea Carlotta di Brandeburgo-Ansbach                           |                                                            |  |  |       |  |  |                                                  |  |  |                                                 |  |
| Langravio Principe Giorgio Guglielmo d'Assia-Darmstadt          | Luigi VIII, Langravio d'Assia-Darmstadt |                                                                             |                                                            |  |  |       |  |  |                                                  |  |  |                                                 |  |
|                                                                 |                                         | Contessa Carlotta di Hanau-Lichtenberg                                      | Giovanni Reinardo III, Conte di Hanau-Lichtenberg          |  |  |       |  |  |                                                  |  |  |                                                 |  |
|                                                                 |                                         | Contessa Carlotta di Hanau-Lichtenberg                                      | Giovanni Reinardo III, Conte di Hanau-Lichtenberg          |  |  |       |  |  |                                                  |  |  |                                                 |  |
|                                                                 |                                         | Contessa Carlotta di Hanau-Lichtenberg                                      | Margravia Dorotea Federica di Brandeburgo-Ansbach          |  |  |       |  |  |                                                  |  |  |                                                 |  |
| Principessa Federica d'Assia-Darmstadt                          |                                         | Contessa Carlotta di Hanau-Lichtenberg                                      |                                                            |  |  |       |  |  |                                                  |  |  |                                                 |  |
|                                                                 |                                         | Conte Cristiano Carlo Reinardo di Leiningen-Dachsburg-Falkenburg-Heidesheim | Giovanni, Conte di Leiningen-Dagsburg-Falkenburg           |  |  |       |  |  |                                                  |  |  |                                                 |  |
|                                                                 |                                         | Conte Cristiano Carlo Reinardo di Leiningen-Dachsburg-Falkenburg-Heidesheim | Giovanni, Conte di Leiningen-Dagsburg-Falkenburg           |  |  |       |  |  |                                                  |  |  |                                                 |  |
|                                                                 |                                         | Conte Cristiano Carlo Reinardo di Leiningen-Dachsburg-Falkenburg-Heidesheim | Contessa Giovanna Maddalena di Hanau-Lichtenberg           |  |  |       |  |  |                                                  |  |  |                                                 |  |
| Contessa Maria Luisa Albertina di Leiningen-Dagsburg-Falkenburg |                                         | Conte Cristiano Carlo Reinardo di Leiningen-Dachsburg-Falkenburg-Heidesheim |                                                            |  |  |       |  |  |                                                  |  |  |                                                 |  |
|                                                                 |                                         | Contessa Caterina Polissena di Solms-Rödelheim e Assenheim                  | Conte Ludovico di Solms-Rödelheim                          |  |  |       |  |  |                                                  |  |  |                                                 |  |
|                                                                 |                                         | Contessa Caterina Polissena di Solms-Rödelheim e Assenheim                  | Conte Ludovico di Solms-Rödelheim                          |  |  |       |  |  |                                                  |  |  |                                                 |  |
|                                                                 |                                         | Contessa Caterina Polissena di Solms-Rödelheim e Assenheim                  | Contessa Carlotta Sibilla di Ahlefeld                      |  |  |       |  |  |                                                  |  |  |                                                 |  |
|                                                                 |                                         | Contessa Caterina Polissena di Solms-Rödelheim e Assenheim                  |                                                            |  |  |       |  |  |                                                  |  |  |                                                 |  |